# Logan Couture
Logan Couture (ur. 28 marca 1989 w Guelph) – kanadyjski hokeista występujący na pozycji środkowego napastnika i drugi kapitan w zespole San Jose Sharks z National Hockey League (NHL). Wybrany przez tę drużynę z 9. numerem w pierwszej rundzie NHL Entry Draft 2007. Reprezentant Kanady, zdobywca Pucharu Świata z 2016 roku.

## Kariera
Mimo że urodził się w Guelph, to dorastał w Birr niedaleko London. Grę w hokeja na poziomie minor rozpoczął w zespole Lucan Irish występującym w Southwestern Ontario League z Ontario Minor Hockey Association (OMHA). Przez 3 lata występował w London Junior Knights z Minor Hockey Alliance League. Następnie przeniósł się do juniorskiej drużyny St. Thomas Stars (Junior B).
W maju 2005 został wydraftowany z 12. numerem przez Ottawa 67’s w OHL Priority Draft 2005. W swoim debiutanckim sezonie w OHL zdobył 64 punkty w 65 spotkaniach i uplasował się na 3. miejscu wśród punktujących rookie w całym sezonie, za Johnem Tavaresem i Siarhiejem Kascicynem.
Po zakończeniu swojego drugiego sezonu w zespole z Ottawy, został wydraftowany przez San Jose Sharks z 9. numerem w pierwszej rundzie NHL Entry Draft 2007. W lipcu 2007 zawodnik podpisał entry-level contract z Sharks. W NHL zadebiutował 25 października 2009 w spotkaniu z Philadelphia Flyers. Pierwszego gola zdobył 5 listopada 2009, pokonując Chrisa Osgooda z Detroit Red Wings.
W sezonie 2009-10 występował w zespole Worcester Sharks z American Hockey League (AHL), filii drużyny z San Jose. Dzięki zdobytym 53 punktom w 42 spotkaniach został wybrany do AHL All-Rookie Team. W swoim pierwszym pełnym sezonie NHL 2010-11 zdobył 32 gole (drugi wśród rookie) i 56 punktów (również drugi). Otrzymał nominację do Calder Memorial Trophy, które ostatecznie zostało przyznane Jeffowi Skinnerowi.
26 sierpnia 2011 Couture przedłużył kontrakt o dwa lata za 5,75 mln dolarów. 5 lipca 2013 klub z San Jose poinformował o przedłużeniu kontraktu o 5 lat, w trakcie których zawodnik zarobił 30 mln dolarów. Na jednym z treningów w sezonie 2015-16 złamał kość strzałkową, a w drugim spotkaniu po powrocie na lodowisko po kontuzji doznał kolejnego urazu (krwawienie tętnicze w prawym udzie) i musiał przejść operację. Przez kontuzje opuścił w tym sezonie 30 spotkań. Po powrocie pomógł zespołowi w dotarciu do finału rozgrywek o Puchar Stanleya, gdzie Sharks przegrali z Pittsburgh Penguins. Couture został najlepiej asystującym (20) i najlepiej punktującym (30) w fazie play-off całej ligi.
W lipcu 2018 przedłużył kontrakt z Sharks o 8 lat.
W 2016 roku otrzymał powołanie do kadry na Puchar Świata zastępując Jamiego Benna.

## Statystyki

### Sezon zasadniczy i play-off
| 2004–05     | London Jr. Knights | MHAO        | 56  | 51  | 56  | 107 | 42  | –  | –  | –  | –  | –  |
| 2004–05     | St. Thomas Stars   | WOHL        | 48  | 24  | 22  | 46  | –   | –  | –  | –  | –  | –  |
| 2005–06     | Ottawa 67’s        | OHL         | 65  | 25  | 39  | 64  | 52  | 6  | 3  | 4  | 7  | 0  |
| 2006–07     | Ottawa 67’s        | OHL         | 54  | 26  | 52  | 78  | 24  | 5  | 1  | 7  | 8  | 4  |
| 2007–08     | Ottawa 67’s        | OHL         | 51  | 21  | 37  | 58  | 37  | 4  | 2  | 1  | 3  | 0  |
| 2008–09     | Ottawa 67’s        | OHL         | 62  | 39  | 48  | 87  | 46  | 7  | 3  | 7  | 10 | 6  |
| 2008–09     | Worcester Sharks   | AHL         | 4   | 0   | 0   | 0   | 7   | 12 | 2  | 1  | 3  | 11 |
| 2009–10     | Worcester Sharks   | AHL         | 42  | 20  | 33  | 53  | 12  | –  | –  | –  | –  | –  |
| 2009–10     | San Jose Sharks    | NHL         | 25  | 5   | 4   | 9   | 6   | 15 | 4  | 0  | 4  | 4  |
| 2010–11     | San Jose Sharks    | NHL         | 79  | 32  | 24  | 56  | 41  | 18 | 7  | 7  | 14 | 2  |
| 2011–12     | San Jose Sharks    | NHL         | 80  | 31  | 34  | 65  | 16  | 5  | 1  | 3  | 4  | 0  |
| 2012–13     | Genève-Servette HC | NLA         | 22  | 7   | 16  | 23  | 10  | –  | –  | –  | –  | –  |
| 2012–13     | San Jose Sharks    | NHL         | 48  | 21  | 16  | 37  | 4   | 11 | 5  | 6  | 11 | 0  |
| 2013–14     | San Jose Sharks    | NHL         | 65  | 23  | 31  | 54  | 20  | 7  | 1  | 2  | 3  | 7  |
| 2014–15     | San Jose Sharks    | NHL         | 82  | 27  | 40  | 67  | 12  | –  | –  | –  | –  | –  |
| 2015–16     | San Jose Sharks    | NHL         | 52  | 15  | 21  | 36  | 20  | 24 | 10 | 20 | 30 | 8  |
| 2016–17     | San Jose Sharks    | NHL         | 73  | 25  | 27  | 52  | 12  | 6  | 2  | 1  | 3  | 0  |
| 2017–18     | San Jose Sharks    | NHL         | 78  | 34  | 27  | 61  | 18  | 10 | 4  | 8  | 12 | 4  |
| NHL łącznie | NHL łącznie        | NHL łącznie | 582 | 213 | 224 | 437 | 149 | 96 | 34 | 47 | 81 | 25 |

### Międzynarodowe
| Rok                | Drużyna            | Turniej            | Wynik              | M  | G | A | Pkt | Min |
| ------------------ | ------------------ | ------------------ | ------------------ | -- | - | - | --- | --- |
| 2006               | Canada Ontario     | U-17               | 5                  | 5  | 5 | 5 | 10  | 2   |
| 2007               | Kanada             | MŚ U-18            | 4                  | 6  | 2 | 2 | 4   | 2   |
| 2016               | Kanada             | PŚ                 | 1st                | 6  | 1 | 3 | 4   | 0   |
| Juniorskie łącznie | Juniorskie łącznie | Juniorskie łącznie | Juniorskie łącznie | 11 | 7 | 7 | 14  | 4   |
| Seniorskie łącznie | Seniorskie łącznie | Seniorskie łącznie | Seniorskie łącznie | 6  | 1 | 3 | 4   | 0   |